# Departamento de Tilcara
Departamento de Tilcara är en kommun i Argentina.   Den ligger i provinsen Jujuy, i den norra delen av landet, 1 400 km nordväst om huvudstaden Buenos Aires.
Omgivningarna runt Departamento de Tilcara är i huvudsak ett öppet busklandskap. Runt Departamento de Tilcara är det mycket glesbefolkat, med 5 invånare per kvadratkilometer.